# Río Tiétar
Río Tiétar är ett vattendrag i Spanien. Det ligger i den centrala delen av landet, 200 km väster om huvudstaden Madrid.